# Росіта (Техас)
Росіта (англ. Rosita) — переписна місцевість (CDP) в США, в окрузі Маверік штату Техас. Населення — 3501 особа (2020).

## Географія
Росіта розташована за координатами 28°37′40″ пн. ш. 100°25′36″ зх. д. / 28.62778° пн. ш. 100.42667° зх. д. (28.627641, -100.426667).  За даними Бюро перепису населення США в 2010 році переписна місцевість мала площу 21,02 км², з яких 20,32 км² — суходіл та 0,70 км² — водойми.

## Демографія
Згідно з переписом 2010 року, у переписній місцевості мешкали 2704 особи в 667 домогосподарствах у складі 595 родин. Густота населення становила 129 осіб/км².  Було 846 помешкань (40/км²).
Расовий склад населення:
| - 82,0 % — білих - 13,8 % — корінних американців - 0,2 % — чорних або афроамериканців - 3,1 % — осіб інших рас |

До двох чи більше рас належало 0,8 %. Частка іспаномовних становила 86,4 % від усіх жителів.
За віковим діапазоном населення розподілялося таким чином: 40,1 % — особи молодші 18 років, 53,6 % — особи у віці 18—64 років, 6,3 % — особи у віці 65 років та старші. Медіана віку мешканця становила 24,0 року. На 100 осіб жіночої статі у переписній місцевості припадало 97,2 чоловіків;  на 100 жінок у віці від 18 років та старших — 91,0 чоловіків також старших 18 років.
Середній дохід на одне домашнє господарство  становив 40 210 доларів США (медіана — 30 179), а середній дохід на одну сім'ю — 44 502 долари (медіана — 30 278). За межею бідності перебувало 31,2 % осіб, у тому числі 41,3 % дітей у віці до 18 років та 31,5 % осіб у віці 65 років та старших.
Цивільне працевлаштоване населення становило 1045 осіб. Основні галузі зайнятості: освіта, охорона здоров'я та соціальна допомога — 28,4 %, транспорт — 11,6 %, публічна адміністрація — 10,1 %, оптова торгівля — 9,1 %.